# Saghir Ahmad
Saghir Ahmad (* 4. Januar 1982) ist ein ehemaliger pakistanischer Leichtathlet, der sich auf den Sprint spezialisiert hat. Er war eine Zeit lang Inhaber des Landesrekordes im 400-Meter-Lauf und gewann vier Medaillen bei Südasienspielen.

## Sportliche Laufbahn
Erste internationale Erfahrungen sammelte Saghir Ahmad vermutlich im Jahr 2004, als er bei den Südasienspielen in Islamabad mit neuem Landesrekord von 46,75 s die Bronzemedaille im 400-Meter-Lauf hinter den Sri-Lankern Rohan Pradeep Kumara und Prasanna Amarasekara gewann und mit der pakistanischen 4-mal-400-Meter-Staffel in 3:07,03 min die Silbermedaille hinter dem sri-lankischen Team gewann. Im Jahr darauf belegte er bei den erstmals ausgetragenen Islamic Solidarity Games in Mekka in 47,31 s den siebten Platz über 400 Meter. 2006 gewann er bei den Südasienspielen in Colombo in 47,77 s erneut die Bronzemedaille über 400 Meter und sicherte sich im Staffelbewerb in 3:11,35 min die Bronzemedaille hinter den Teams aus Sri Lanka und Indien. Daraufhin trat er nicht mehr international in Erscheinung.